# Нова Дренчина
Нова Дренчина је насељено место у саставу града Петриње, Република Хрватска.

## Историја
Нова Дренчина се од распада Југославије до августа 1995. године налазила у Републици Српској Крајини.

## Становништво
На попису становништва 2011. године, Нова Дренчина је имала 404 становника.

## Попис 1991.
На попису становништва 1991. године, насељено место Нова Дренчина је имало 524 становника, следећег националног састава:
| Попис 1991.‍  | Попис 1991.‍  | Попис 1991.‍ | Попис 1991.‍ | Попис 1991.‍ |
| ------------ | ------------ | ----------- | ----------- | ----------- |
|              |              |             |             |             |
| Хрвати       | Хрвати       |             | 384         | 73,28%      |
| Срби         | Срби         |             | 100         | 19,08%      |
| Југословени  | Југословени  |             | 5           | 0,95%       |
| Муслимани    | Муслимани    |             | 5           | 0,95%       |
| Украјинци    | Украјинци    |             | 2           | 0,38%       |
| неопредељени | неопредељени |             | 13          | 2,48%       |
| непознато    | непознато    |             | 15          | 2,86%       |
| укупно: 524  |              |             |             |             |